# Sylvia Sidney

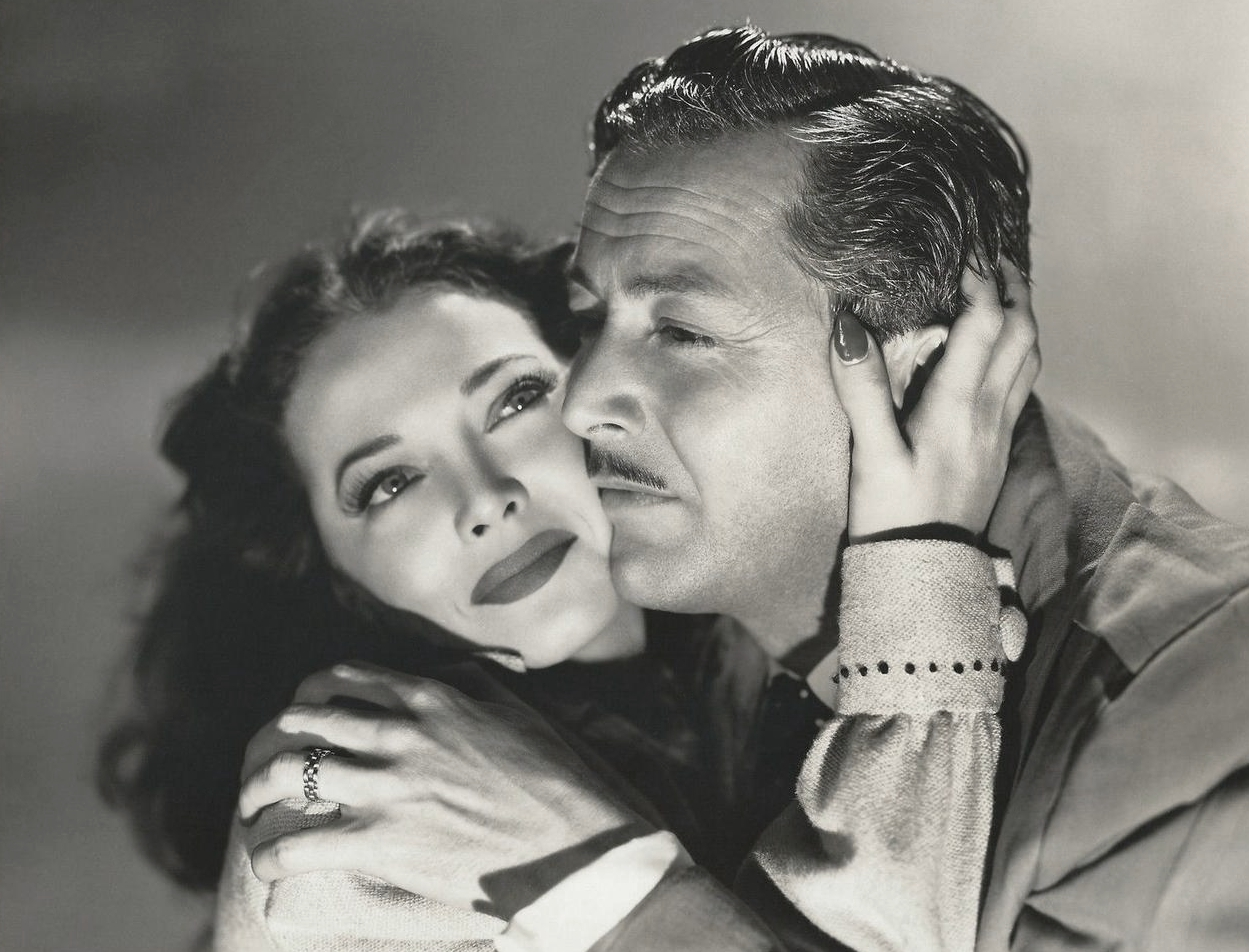
Sylvia Sidney mit Robert Young in Liebe zwischen Krieg und Frieden (1946)

Sylvia Sidney (* 8. August 1910 in der Bronx, New York City; † 1. Juli 1999 in New York City; eigentlich Sophia Kosow) war eine US-amerikanische Schauspielerin, deren Karriere über 70 Jahre umfasste. Den Höhepunkt ihrer Popularität erreichte die Golden-Globen-Preisträgerin in den 1930er-Jahren.

## Leben und Karriere
Sylvia Sidney kam als Tochter russisch-rumänischer Einwanderer in der Bronx zu Welt. Als sie fünf Jahre alt war, ließen sich ihre Eltern scheiden. Durch die Adoption ihres Stiefvaters erhielt sie den Nachnamen Sidney. Nach der Schauspielschule trat sie zunächst am Theater auf und hatte 1929 ihr Filmdebüt im Drama Thru Different Eyes. Nach einigen weiteren Rollen am Theater wechselte sie erst 1931 nach Hollywood, nachdem sie einen Vertrag mit Paramount Pictures abgeschlossen hatte. Der Produzent B. P. Schulberg suchte nach einem Ersatz für seinen bisherigen Schützling Clara Bow, deren Gewichtsprobleme und Gerichtsverhandlungen mit ihrer Sekretärin zu einem rapiden Abnehmen ihrer Popularität geführt hatten. Sidney übernahm Bows Rolle in Straßen der Großstadt, durch die sie praktisch über Nacht zu einem Star wurde. Ihr im selben Jahr erfolgter Auftritt in Eine amerikanische Tragödie, einer stark gekürzten Version des Romanklassikers von Theodore Dreiser, bei der Josef von Sternberg Regie führte, nachdem Sergei Eisenstein das Projekt hatte verlassen müssen, wurde von den Kritikern gelobt. Kurze Zeit danach hatte die Schauspielerin mit dem Film Das Frauengefängnis einen ihrer größten finanziellen Erfolge. Durch diesen Film wurde sie danach weitgehend auf die Rolle der unschuldig Verfolgten festgelegt, die unter sadistischen Männern zu leiden hat und regelmäßig für Verbrechen ins Gefängnis muss, die sie nicht begangen hat.
Zu Sidneys eigenem Unmut wurde sie vom Studio durch diese Art von Rollen zur tränenreichen Heldin der Arbeiterklasse aufgebaut. Gelegentliche Ausflüge ins komödiantische Fach wurden vom Publikum meistens nicht akzeptiert. 1933 war Sidney erneut in der Verfilmung eines Stücks von Dreiser zu sehen: Jennie Gerhardt, in der sie die Titelrolle spielte. Sidney blieb während der 1930er-Jahre eine sehr gut bezahlte Darstellerin, für das Fiskaljahr 1937 wurde ihr zu versteuerndes Einkommen mit 226.812 US-Dollars angegeben. Gegen Mitte der Dekade arbeitete sie für drei Filme in Folge mit dem Regisseur Fritz Lang zusammen: Fury, Gehetzt und Du und ich. Auch wirkte sie 1936 im Alfred-Hitchcock-Film Sabotage mit. Über die Zusammenarbeit mit dem „Meister des Suspense“ äußerte sich die Schauspielerin allerdings wenig enthusiastisch.
Mit Auslaufen ihres Sieben-Jahres-Vertrags Ende 1939 zog sich die Schauspielerin vom Filmgeschäft zurück, arbeitete wieder am Broadway und ging mit Theaterproduktionen auf Tournee. Ab den 1950er-Jahren arbeitete Sidney auch intensiv für das Fernsehen. Sie kehrte gelegentlich auf die Leinwand zurück und war 1973 für ihre Rolle als dominante Mutter der von Joanne Woodward gespielten Tochter in Sommerwünsche – Winterträume für einen Oscar als beste Nebendarstellerin nominiert. Für ihre Darstellung einer Großmutter eines an AIDS Erkrankten in Früher Frost wurde sie 1986 mit dem Golden Globe Award ausgezeichnet. Bekanntheit erlangte Sidney für eine neue Generation von Kinogängern durch die Tim-Burton-Filme Beetlejuice und Mars Attacks!, in denen sie Nebenrollen hatte. Kurz vor ihrem Tod stand sie noch für das Remake der Fernsehserie Fantasy Island vor der Kamera.

## Privates
Sylvia Sidney war dreimal verheiratet: von 1935 bis 1936 mit dem Verleger Bennett Cerf, von 1938 bis 1946 mit dem Schauspieler Luther Adler und von 1947 bis 1951 mit dem Radioproduzenten Carlton Alsop. Alle drei Ehen wurden geschieden. Aus der Ehe mit Adler hatte sie ihr einziges Kind, Sohn Jacob, der bereits 1987 vor seiner Mutter an ALS starb. Daraufhin engagierte sie sich in der National ALS Foundation.
Ein Hobby der Schauspielerin war das textile Handarbeiten, über das sie die zwei Sachbücher Sylvia Sidney’s Needlepoint Book (1968) und The Sylvia Sidney Question and Answer Book on Needlepoint (1975) verfasste. Sylvia Sidney starb im Juli 1999 im Alter von 88 Jahren an einer Krebserkrankung.

## Filmografie (Auswahl)
- 1926: The Sorrows of Satan
- 1927: Broadway Nights
- 1929: Thru Different Eyes
- 1931: Straßen der Weltstadt (City Streets)
- 1931: Eine amerikanische Tragödie (An American Tragedy)
- 1931: Confessions of a Co-Ed
- 1931: Das Frauengefängnis (Ladies of the Big House)
- 1931: Street Scene
- 1932: Madame Butterfly
- 1932: Make Me a Star
- 1932: Merrily We Go to Hell
- 1932: Spiel am Abgrund (The Miracle Man)
- 1933: Jennie Gerhardt
- 1933: Flucht vor dem Gestern (Pick-up)
- 1934: Behold My Wife
- 1934: Good Dame
- 1934: Prinzessin für 30 Tage (Thirty-Day Princess)
- 1935: Eine Frau von 20 Jahren (Accent on Youth)
- 1935: Mary Burns, Fugitive
- 1936: Blinde Wut (Fury)
- 1936: Sabotage
- 1936: Kampf in den Bergen (The Trail of the Lonesome Pine)
- 1937: Sackgasse (Dead End)
- 1937: Gehetzt (You Only Live Once)
- 1938: Du und ich (You and Me)
- 1939: One Third of a Nation
- 1941: Von Stadt zu Stadt (The Wagons Roll at Night)
- 1945: Spionage in Fernost (Blood on the Sun)
- 1946: Mr. Ace
- 1946: Liebe zwischen Krieg und Frieden (The Searching Wind)
- 1947: Love from a Stranger
- 1952: Die Legion der Verdammten (Les Miserables)
- 1955: Sensation am Sonnabend (Violent Saturday)
- 1956: Verdammte hinter Gittern (Behind the High Wall)
- 1961/1964: Route 66 (Fernsehserie, zwei Folgen)
- 1962: Preston & Preston (The Defenders, Fernsehserie, zwei Folgen)
- 1969: Meine drei Söhne (My Three Sons, Fernsehserie, Folge 9x28)
- 1973: Sommerwünsche – Winterträume (Summer Wishes, Winter Dreams)
- 1976: Starsky & Hutch (Fernsehserie, Folge 2x05)
- 1976: Demon (God Told Me To)
- 1976: …die keine Gnade kennen (Raid on Entebbe, Fernsehfilm)
- 1977: Ich hab’ dir nie einen Rosengarten versprochen (I Never Promised You a Rose Garden)
- 1978: Damien – Omen II
- 1978: Kaz & Co (Kaz, Fernsehserie, Folge 1x09)
- 1980: Endstation Malibu (The Shadow Box, Fernsehfilm)
- 1981: Love Boat (The Love Boat, Fernsehserie, Folge 4x22)
- 1982: Hammett
- 1983: Magnum (Magnum, P.I., Fernsehserie, Folge 3x15)
- 1983: Copkiller
- 1984: Trapper John, M.D. (Fernsehserie, Folge 5x22)
- 1985: Früher Frost (An Early Frost, Fernsehfilm)
- 1986: Morningstar/Eveningstar (Fernsehserie, sieben Folgen)
- 1987: Großmutters Fluch (The Witching of Ben Wagner, Fernsehfilm)
- 1988: Beetlejuice
- 1989: Der Equalizer (The Equalizer, Fernsehserie, Folge 4x11)
- 1989: Die besten Jahre (Thirtysomething, Fernsehserie, Folge 2x15)
- 1992: Die Herbstzeitlosen (Used People)
- 1993: Diagnose: Mord (Diagnosis: Murder, Fernsehserie, Folge 1x01)
- 1996: Mars Attacks!
- 1998–1999: Fantasy Island (Fernsehserie, sieben Folgen)

## Auszeichnungen
- 1960: Stern auf dem Hollywood Walk of Fame (Kategorie Film)[4]
- 1962: Emmy-Nominierung als beste Gastdarstellerin in einer Dramaserie für Preston & Preston
- 1973: Kansas City Film Critics Circle Award als beste Nebendarstellerin für Sommerwünsche – Winterträume
- 1973: National Board of Review Award als beste Nebendarstellerin für Sommerwünsche – Winterträume
- 1974: Oscar-Nominierung als beste Nebendarstellerin für Sommerwünsche – Winterträume
- 1974: BAFTA-Nominierung als beste Nebendarstellerin für Sommerwünsche – Winterträume
- 1974: Golden-Globe-Nominierung als beste Nebendarstellerin für Sommerwünsche – Winterträume
- 1982: George Eastman Award für ihren Beitrag zur Filmkunst
- 1986: Golden Globe Award als beste Nebendarstellerin – Serie, Mini-Serie oder TV-Film für An Early Frost
- 1986: Emmy-Nominierung als beste Nebendarstellerin einer Miniserie oder eines Fernsehfilms für An Early Frost
- 1990: Saturn Award als beste Nebendarstellerin für Beetlejuice